# ایستگاه متروی پینر
ایستگاه متروی پینر (انگلیسی: Pinner tube station) یکی از ایستگاه‌های خط متروپولیتن متروی لندن است.
این ایستگاه که در منطقه هرو لندن قرار دارد در سال ۱۸۸۵ میلادی تأسیس شده است.

## نگارخانه

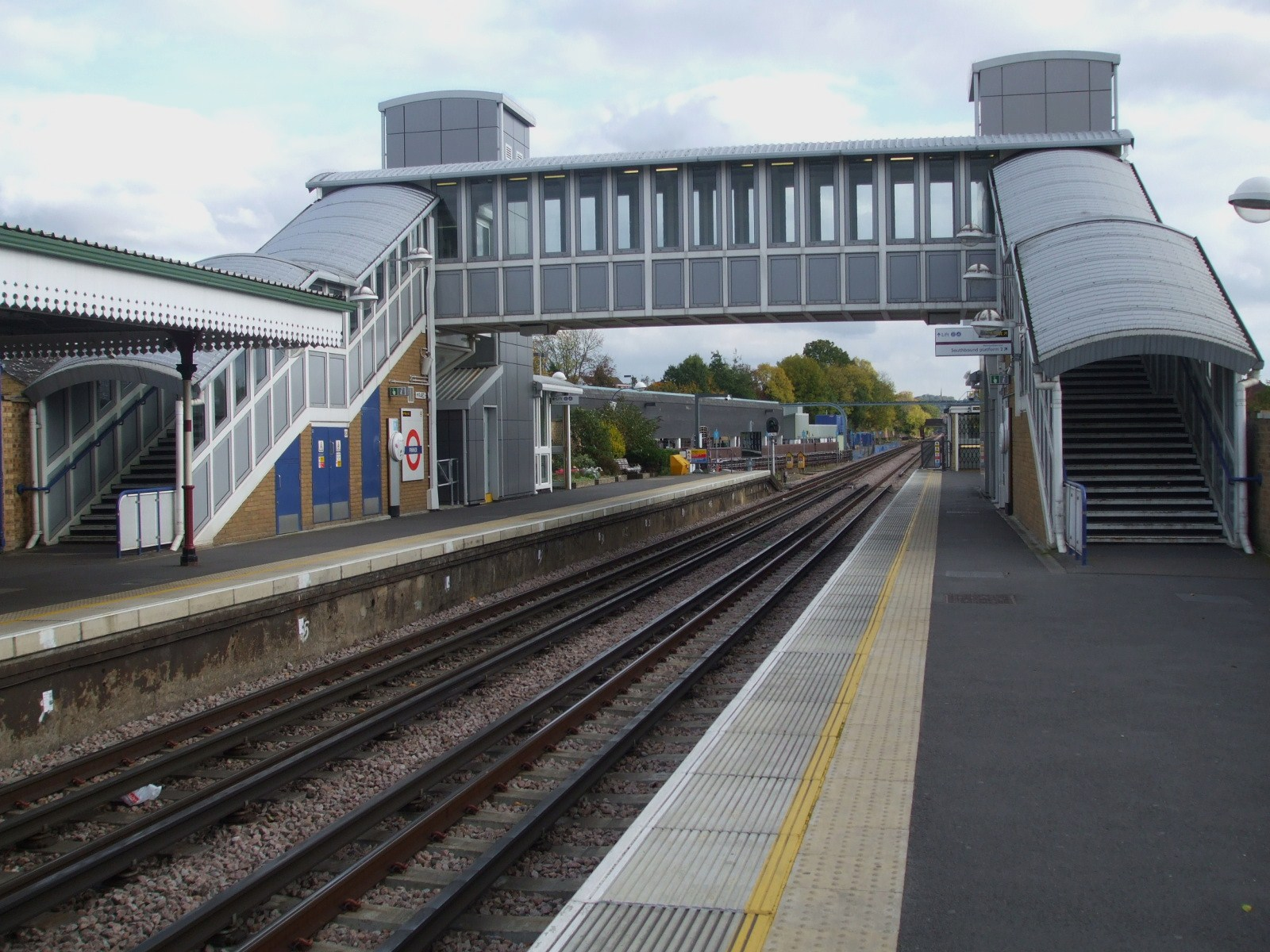
Northbound platform looking east
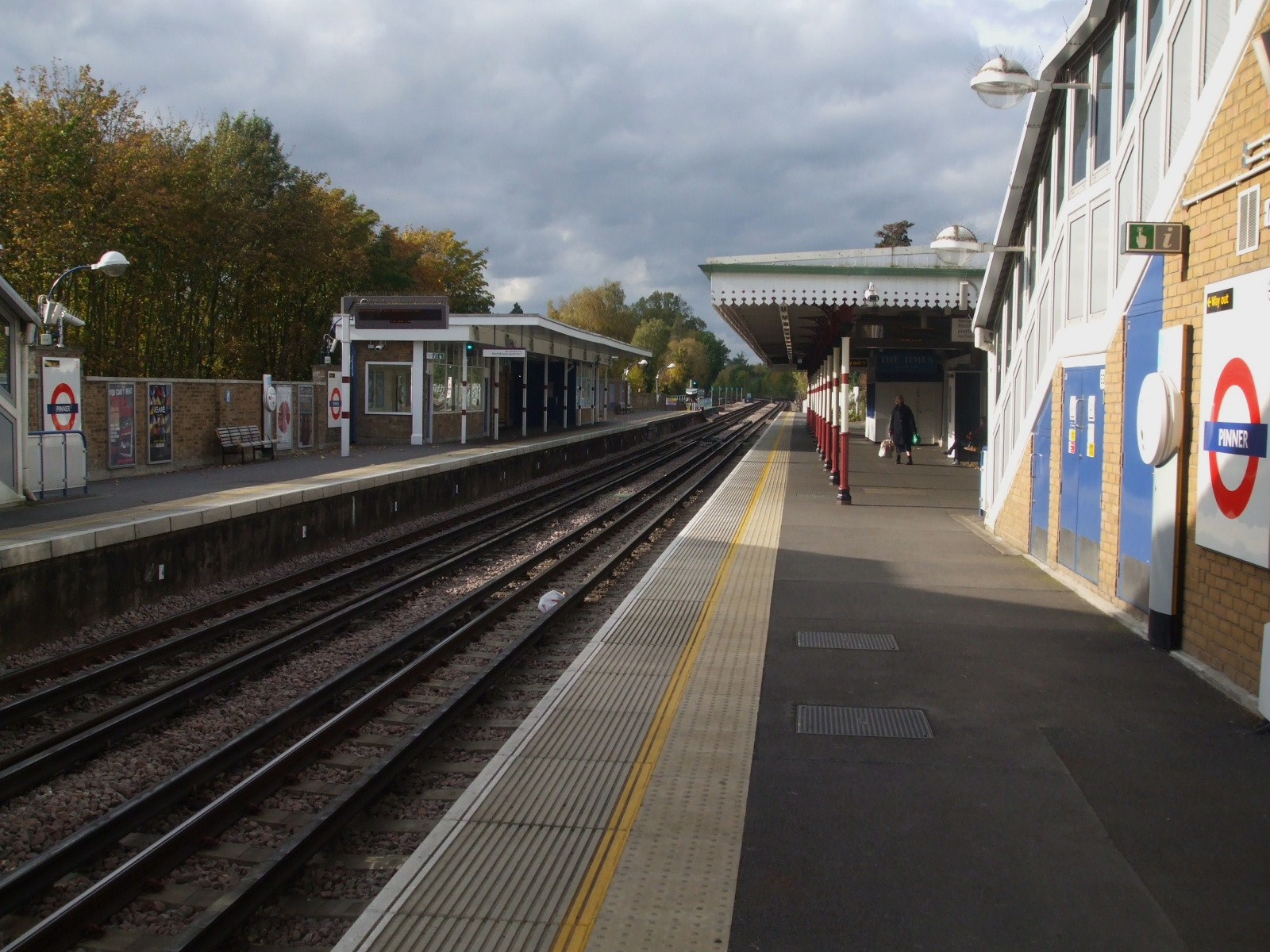
Southbound platform looking west
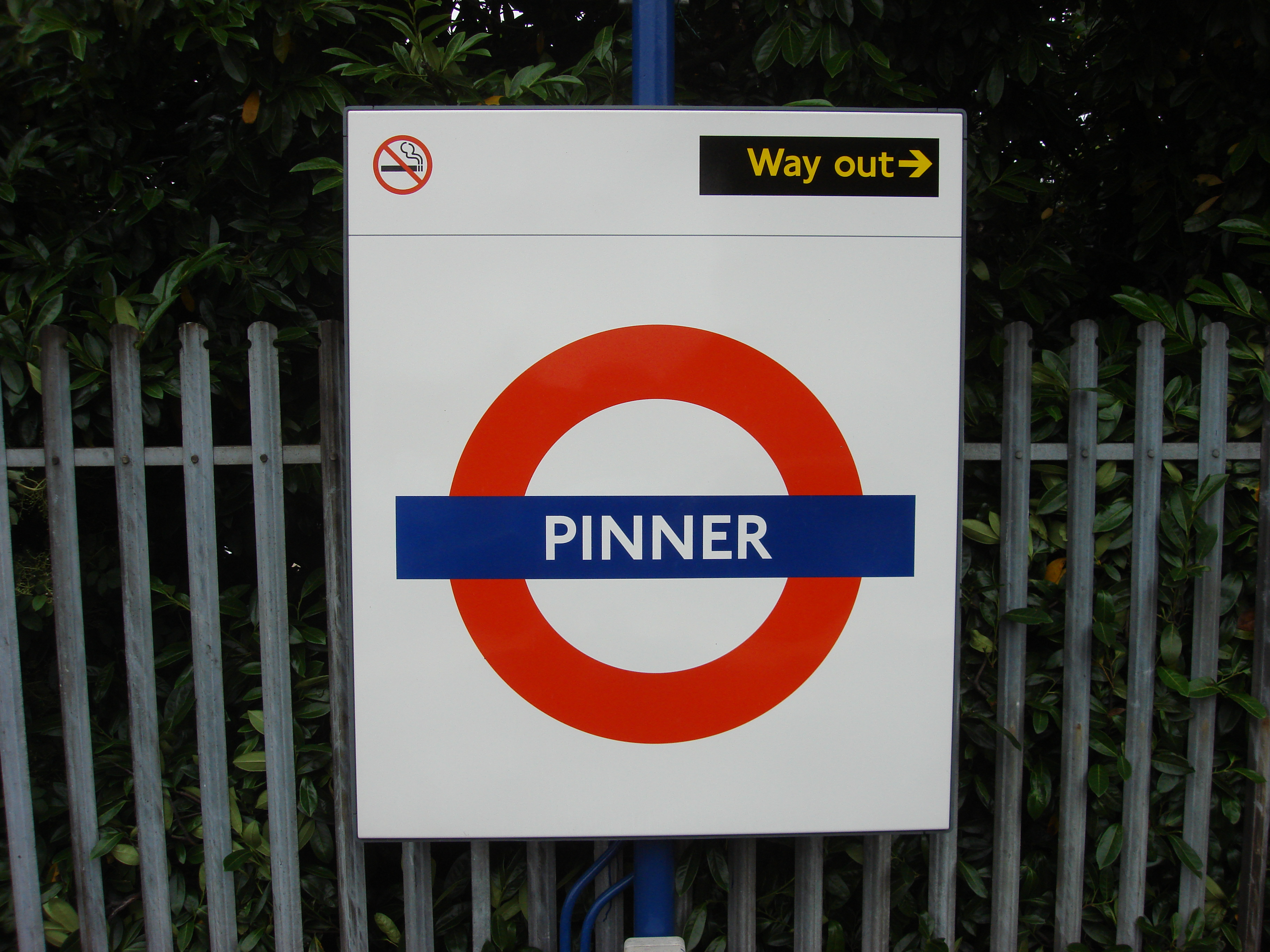
Station platform roundel
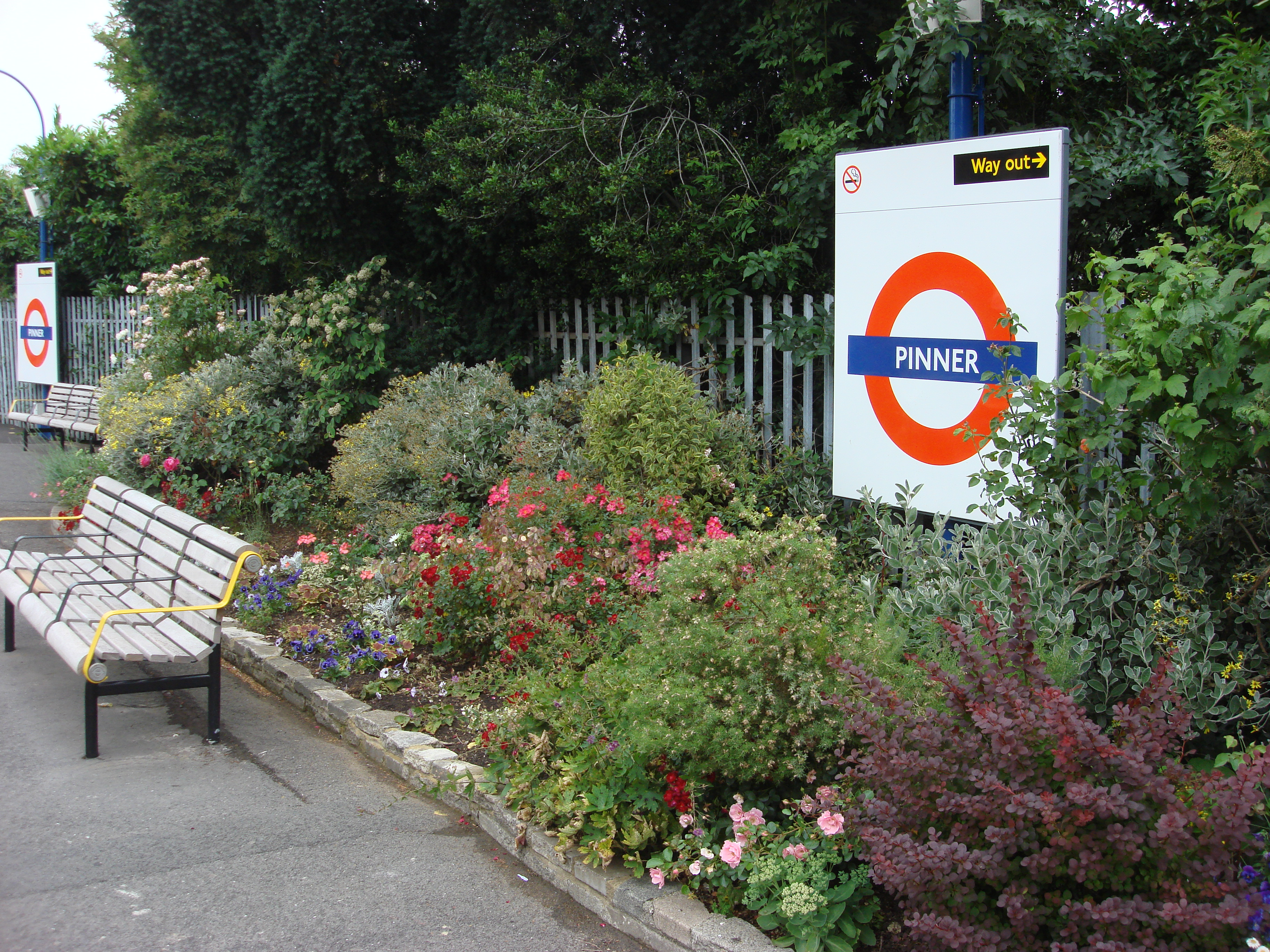
The flowerbeds today